# Антоний (Паромов)
Епископ Антоний (в миру Афанасий Григорьевич Паромов или Поромов; 1855, село Невьянский завод, Ирбитский уезд, Пермская губерния — 6 (19) сентября 1918, Миасс) — епископ Древлеправославной Церкви Христовой (старообрядцев, приемлющих белокриницкую иерархию), епископ Пермский и Тобольский.

## Биография
Родился в 1855 году в селе Невьянский завод Екатеринбургского уезда Пермской губернии в крестьянской семье старообрядцев часовенного согласия.
В 1880 году присоединился к Белокриницкой церкви и поселился в Архангельском скиту в тайге, основанном иноком (впоследствии игуменом) Феофилактом, в 120 км от Томска.
В 1883 году пострижен в монашество священноиноком Трифилием.
В 1889 году архиепископом Саватием (Лёвшиным) поставлен в священноинока.
14 июля 1894 года в Глухове близ города Богородска Московской губернии рукоположён в епископа Тобольского и Колыванского. Хиротонию совершили: архиепископ Московский Саватий (Лёвшин), епископ Нижегородский Кирил (Мухин) и епископ Саратовский Паисий (Лапшин).
В августе 1899 году огромная епархия, которой руководил епископ Антоний, была уменьшена: на Освященном Соборе принято решение об образовании самостоятельной Томской епископии, после чего титуловался епископом Пермским и Тобольским.
Проявил себя деятельным архипастырем: совершал частые поездки по епархии, освящал храмы, ставил священников, устраивал монастыри. Так, на рубеже XIX—XX века он устроил на расстоянии пяти вёрст от станции Шамары Екатеринбургского уезда Пермской губернии женский Успенский и мужской Вознесенский монастыри. Насельники монастырей вели строгий, аскетический образ жизни. Вознесенский монастырь стал резиденцией епископа Антония.
Неоднократно арестовывался властями, в частности, в 1903 году за «незаконное присвоение архиерейского звания».
Составил комментированный «Святоотеческий сборник», в котором наряду с другими рассматриваются вопросы «О пророках Илии и Енохе и об антихристе», «О Церкви Христовой и церковных таинствах», «О еретиках и принятии от них хиротонии» (М., 1910).
В 1912 году по неясным причинам решил отказаться от управления епархией и уйти на покой, но под влиянием усиленных просьб других епископов старообрядческой Церкви переменил своё решение.
После революции ездил в Нарымский край, выбрав там новое место для пребывания кафедры (поскольку Урал был захвачен большевиками).
Успев узнать, что Шамарский скит разгромлен красноармейцами, повернул обратно. Заболел. Остановился в Миасском скиту. О болезни епископа Антония сообщает в одном из писем известный старообрядческий протоиерей Иоанн Кудрин: "Почил сей старец 5-го сего сентября в 8 часов вечера в миасском Свято-Никольском женском монастыре. Болел он дней 20, но на одре только лежал не более 3 дней, все ходил на ногах. Болезнь его определили врачи, это «горловая жаба» (нарывы в горле).
Скончался 6 (19) сентября 1918 года в схиме. Похороны состоялись в том же монастыре 9 (22) сентября.
В 1930 году его могила была разорена красноармейцами, которые сожгли останки епископа Антония, оказавшиеся нетленными.